# Sonny Terry
Saunders Tedell, conegut com a Sonny Terry, va ser un músic, harmonicista i cantant de blues nat a Greensboro, Carolina del Nord, el 24 d'octubre de 1911, i mort a Nova York, el 12 de març de 1986.

## Història
De ben petit, el seu pare, que era un camperol, l'ensenyà els fonaments del blues concretament l'harmònica de blues. Abans dels 16 anys, va patir lesions molt greus en un ull, i quedà borni i impossibilitat per a fer les feines del camp. Per guanyar-se la vida, Sonny Terry es va veure obligat a dedicar-se a la música, i començà a tocar a Shelby, Carolina del Nord.
Queda definitivament cec com a conseqüència d'un cop durant una baralla, alguns anys més tard. Terry va concentrar els seus esforços en l'harmònica, i s'associà amb Blind Gary Davis i Blind Boy Fuller, uns altres dos músics cecs, amb els quals tocava pels carrers de Durham i Raleigh, acompanyats per un pigall pèl-roig, que tocava el washboard o "taula de rentar" i es va acabar coneixent com Bull City Red. Van realitzar alguns enregistraments per a un segell local, amb un so genuïnament de l'estil Piedmont. Quan Fuller mor el 1941, estableix una relació musical de llarga durada amb Brownie McGhee, i junts enregistren força cançons. El duo es feu conegut entre audiències blanques, mentre augmentava la popularitat del moviment folklòric dels anys 50 i 60. Això incloïa col·laboracions amb Styve Homnick, Woody Guthrie i Moses Asch, i produïren Folkways Records (ara Smithsonian/Folkways), una sèrie d'enregistraments clàssics.
El 1938 Terry és convidat al Carnegie Hall per al primer From Spirituals to Swing concert, i el posterior enregistrat aquell any per a la biblioteca del congrés. El 1940 Terry enregistra els seus primers temes en solitari. Alguns dels seus treballs més famosos inclouen "Old Jabo", una cançó sobre un home picat per una serp i "Lost John", en què demostra el seu sorprenent control de la respiració, combinat amb overblows i bends.

## Estil
L'estil de Terry era personal i original, exuberant i alegre, imitant amb l'harmònica el so dels trens, lladrucs de gossos, udols... combinat amb crits en falset de la seva pròpia veu. Molt representatiu de l'estil muntanyenc, propi dels Apalatxes.

## Discografia
- Folk Songs of Sonny Terry and Brownie McGhee (Roulette, 1958)
- Blues with Big Bill Broonzy, Sonny Terry and Brownie McGhee (Folkways, 1959)
- Sonny & Brownie (A&M Records, 1973)
- Brownie McGhee and Sonny Terry Sing (Smithsonian Folkways, 1990)
- Whoopin' the Blues: The Capitol Recordings, 1947-1950 (Capitol, 1995)